# يان أندروود
يان أندروود (بالإنجليزية: Ian Underwood)‏ هو موسيقي وعازف بيانو أمريكي، ولد في 22 مايو 1939 في نيويورك في الولايات المتحدة.

## وصلات خارجية
- يان أندروود على موقع IMDb (الإنجليزية)
- يان أندروود على موقع ميوزك برينز (الإنجليزية)
- يان أندروود على موقع إن إن دي بي (الإنجليزية)
- يان أندروود على موقع أول ميوزيك (الإنجليزية)
- يان أندروود على موقع ديسكوغز (الإنجليزية)
- يان أندروود على موقع قاعدة بيانات الفيلم (الإنجليزية)